# Salamon László (jogász)
Salamon László (Budapest, 1947. december 25. –) magyar jogtudós, ügyvéd, politikus. A rendszerváltásig ügyvédként dolgozott, majd 1990-től 2013-ig országgyűlési képviselő. 1994-ben a Magyar Demokrata Fórum elnökségi tagja. 1994 és 1996 között az Országgyűlés alelnöke. 1996-tól a Fidesz, majd a Kereszténydemokrata Néppárt politikusa. 2010-ben az Országgyűlés alkotmány-előkészítő bizottsága elnöke. 2013-tól az Alkotmánybíróság tagja. Emellett 1995 óta alkotmányjogot oktat a Pázmány Péter Katolikus Egyetemen.

## Életpályája
1966-ban érettségizett a budapesti I. László Gimnáziumban. 1967-ben kezdte meg egyetemi tanulmányait az Eötvös Loránd Tudományegyetem Állam- és Jogtudományi Karán. Egyetemi évei alatt az államigazgatási jogi tanszék demonstrátora volt. 1972-ben szerezte meg jogi doktorátusát. Diplomájának megszerzése után a 24. számú ügyvédi munkaközösségben volt ügyvédjelölt, majd 1974-ben (ügyvédi szakvizsgájának megszerzése után) ügyvédi státuszba került. 1980-ban a munkaközösség helyettes vezetője lett. Innen távozott 1990-ben.

### Politikai pályafutása
A rendszerváltás idején a Magyar Demokrata Fórum tevékenységében vesz részt, 1989-ben a párt tagja lett. A kerekasztal-tárgyalásokon az MDF egyik jogi szakértője volt. Az 1990-es országgyűlési választáson pártja országos listájáról szerzett mandátumot. Az 1994-ig tartó ciklusban az alkotmányügyi, törvény-előkészítő és igazságügyi bizottság elnöke volt. Közben 1993 és 1994 között a párt országos választmányának tagjaként, illetve 1994-ben az országos elnökség tagjaként is tevékenykedett. Az 1994-es országgyűlési választáson ismét az MDF országos listájáról szerzett mandátumot. Az új Országgyűlés alakuló ülésén az parlament egyik alelnökévé választották. 1995-ben ismét bekerült az országos választmányba. Az MDF 1996-os pártszakadása idején kilépett a pártból (elvesztve ezzel országgyűlési alelnöki tisztségét), majd kilenc hónap független képviselői munka után csatlakozott a Fidesz-frakcióhoz. 1997-ben a pártba is belépett.
Az 1998-as országgyűlési választáson a Fidesz jelöltjeként szerzett egyéni mandátumot a Pest megyei 3. számú egyéni választókerületben (Dunakeszi központtal). A 2002-ig tartó ciklusban az ügyrendi bizottság elnöke volt. A 2002-es országgyűlési választáson a Fidesz és a vele közösen induló MDF közös Pest megyei területi listájáról szerzett mandátumot. A ciklusban az ügyrendi bizottság alelnöke volt. 2005-ben belépett a Kereszténydemokrata Néppártba, Fidesz-tagságát megtartva. 2006-ban és a 2010-ben a Fidesz és a KDNP közös Pest megyei listájáról szerzett mandátumot. 2006-tól a KDNP-frakció egyik helyettes vezetője. 2010-ben az Országgyűlés alkotmány-előkészítő eseti bizottságának elnökévé választották. Feladata az új Alkotmány előkészítésének koordinációja volt. 2012 decemberében az Országgyűlés megválasztotta az Alkotmánybíróság tagjává 2013 február 25-ei hatállyal. Emiatt lemondott képviselői mandátumáról.
Politikai tevékenysége mellett 1995-től alkotmányjogot tanít a Pázmány Péter Katolikus Egyetemen, 1997-től címzetes egyetemi docensként és mestertanárként. Emellett több közéleti egyesületben vesz részt, így például a Szent László Társulatnak 1995 és 2000 között elnöke volt.

## Családja
Édesapja (Salamon László) vegyész, édesanyja (Horgos Erzsébet) háztartásbeli, majd adminisztrátor volt. Salamon 1978-ban nősült, felesége Somogyi Zsuzsanna, kozmetikus. Házasságukból egy leánygyermek született 1986-ban.

## Főbb publikációi
- Az alkotmányozási eljárás és az új alkotmány néhány kérdése (In: Takács Imre (szerk.): Az alkotmányozás jogi kérdései, 1995)
- The Questions of the Teaching of Human Rights (Róma, 1996)
- Válogatás egy közéleti pálya terméseiből; KDNP Országgyűlési Képviselőcsoport, Bp., 2007 (Kereszténység és közélet)
- A parlament szervezetének alapkérdése; az egy- és kétkamarás parlament (Magyar Közigazgatás, 2001)
- A kizárólagos törvényhozási tárgyak de lege lata és de lege ferenda (In: Formatori, 2006)